# Codonocephalum paecockianum
Codonocephalum paecockianum là một loài thực vật có hoa trong họ Cúc. Loài này được Aitch. & Hemsl. mô tả khoa học đầu tiên năm 1886.